# Megalocranchia oceanica
Megalocranchia oceanica är en bläckfiskart som först beskrevs av Voss 1960.  Megalocranchia oceanica ingår i släktet Megalocranchia och familjen Cranchiidae. Inga underarter finns listade i Catalogue of Life.